# Fernando Lopes-Graça

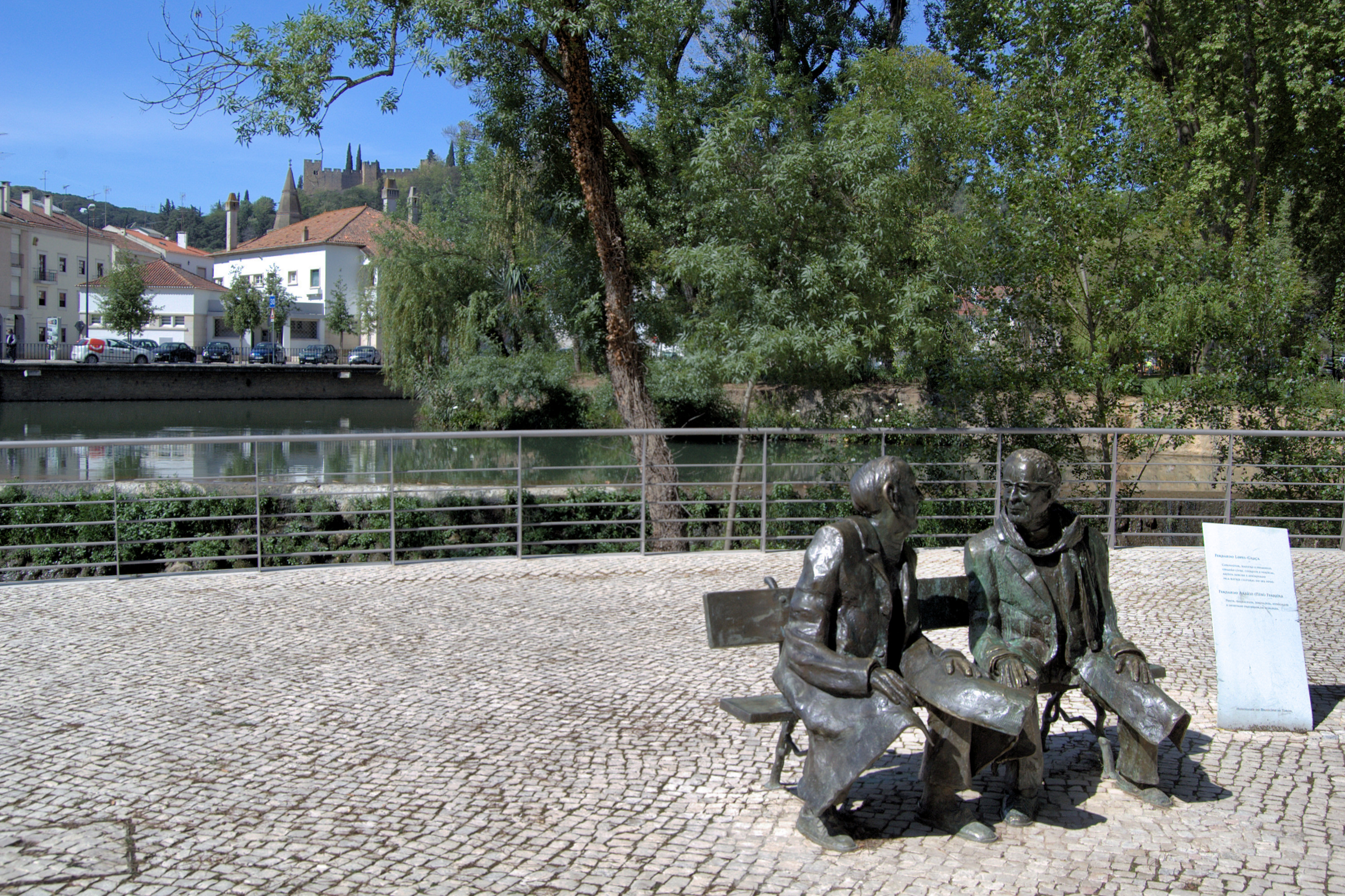
Denkmal für "Mimi" Ferreira und Fernando Lopes-Graça in Tomar

Fernando Lopes-Graça (* 17. Dezember 1906 in Tomar, Portugal; † 27. November 1994 in Parede, Portugal) war ein portugiesischer Komponist, Musikkritiker und Musikwissenschaftler.

## Leben
Lopes-Graça studierte in seiner Heimatstadt und 1924 bis 1931 am Konservatorium in Lissabon, dabei Musiktheorie bei Luís de Freitas Branco. 1932 bis 1936 unterrichtete er an der Academia de Música de Coimbra. 1937 ging er nach Paris, um seine Fähigkeiten in Komposition und Orchestration bei Charles Koechlin zu vervollkommnen.
1939 kehrte er nach Lissabon zurück, wo er als Komponist, Chorleiter, Musikwissenschaftler, Volksmusikforscher, Journalist, Konzertorganisator und Lehrer wirkte. Er gründete die Konzertgesellschaft Sonata (1942–1960), einen Laienchor (1945) und die Zeitschrift Gazeta musical (ab 1950).
1948 trat Lopes-Graca der Kommunistischen Partei Portugals bei.

## Werk
Ähnlich wie Béla Bartók ging Lopes-Graça von melodischen, rhythmischen und harmonischen Aspekten der Volksmusik seiner Heimat aus und gelangte zu oft dissonanten, perkussiven Ergebnissen. Das Klavierwerk zeigt den komponierenden Virtuosen an. Im Spätwerk tritt der Bezug zur Volksmusik zu Gunsten struktureller Überlegungen in den Hintergrund.

## Ehrungen
- 1940, 1942, 1944 und 1952: Preis des Círculo de Cultura Musical (Lissabon)
- 1965: Prince Rainier III Prize

## Werkauswahl
- Klaviersonate Nr. 2, 1939
- Klavierquartett, 1939
- Klavierkonzert Nr. 1, 1940
- Concerto da camera für Violoncello und Orchester, 1965